# エフエムびざん
株式会社エフエムびざんは、徳島県徳島市を主な放送区域として超短波放送（FM放送）を行う特定地上基幹放送事業者である。
愛称は「B-FM791」。徳島県唯一のコミュニティ放送局である。

## 概要
1996年開局。開局当初の周波数は76.1MHzであった。
2002年10月、現在の周波数79.1MHzに変更。コミュニティFMの周波数変更は、前年に行われたシティエフエム静岡（静岡県静岡市）に続き2例目である。
本社・スタジオはアスティとくしま隣の徳島工芸村内にあり、公開スタジオとなっている。
番組編成は自社制作番組とミュージックバードで構成されており、毎日5:00を起点に24時間放送を実施している。かつて76.1MHz時代はFMアメリカ、その後2009年3月までスターデジオの番組を放送していた。
2010年8月10日（阿波踊り開幕2日前）、SimulRadioに参加。インターネットでの聴取が可能となっている。
2018年1月から2022年3月まで、日曜日は『日曜はまるごとJ-WAVE』と銘打ち、ミュージックバードの番組や独自番組の再放送などに代えて全編J-WAVEの再送信を行っていたが、2022年4月からはミュージックバードの番組を配信している。独自番組の再放送は行っていない。

## 自社制作番組

### 平日帯番組
| 番組名                           | 放送曜日・時間                                           | 備考 |
| -------------------------------- | -------------------------------------------------------- | --- |
| B-HOP Morning                    | 月 - 木曜 7:30 - 8:58                                    | パーソナリティ：郡典子（月）・和渕倫代（火・水）・丸山貴成（木） 徳島の朝を賑やかに彩るプログラム。 日替わりパーソナリティーが徳島の旬の情報をお届け。 （金曜） ・8:00 - ラジオとくしま防災委員会（木曜 17:00 - 17:30に再放送） ・8:15 - My Songs ・8:30 - スペシャルオリンピックス（木曜 16:30 - 17:00に再放送） ・8:45 - リメンバー・ミュージック ※2019年4月 - 6月の間、番組が休止していた                                                                            |
| B-STEP TALKING                   | 月 - 木曜 11:00 - 11:58                                  | パーソナリティ： 和渕倫代（月・水）・ 林 生君子（火・木） 各ジャンルのエキサイティングに活躍している「旬の人」を、 ゲストに迎えて、音楽とお話を聴く 翌週月 - 木曜 22:00 - 23:00に再放送 |
| いただきますっ子!!               | 平日 11:58 - 12:00                                       | 地域の保育園・幼稚園の園児の「いただきます」の声を届ける （休止中） |
| B*B Cafe                         | 月 - 木曜 14:00 - 16:00                                  | パーソナリティ：（月）和渕倫代（火）大西美佳（水）まきのなつみ （木）ゆりり（金）佐藤泰子 |
| B-JUMP SUNSET                    | 平日 18:00 - 19:00                                       | 30分番組を2本ずつ（金曜後半は15分番組を2本）放送するコンプレックス枠 パーソナリティ： Baby dolls/はぴか（月） ・すっぴんdeべっぴん ・はぴ盛 福富弥生/細井幹太（火） ・ここにしかないラジオ ・きまぐれ歌謡日 LaughTONiC/THE春夏秋冬（水） ・ 変わらないラジオ ・バリカタゆーたろか 古谷健太/B-jump（木） ・徳島 お笑い生活 ・Sunset WORLD Sushi? Sumo?Tokushima!!! 三居知輝（金） ・平惣ブックライブラリー ・18:45 金曜ゴールデンシアター （月曜 23:00 - 23:30に再放送） |
| B-Choiceあさ                     | 月・水 - 木 9:00 - 11:00 火 9:30 - 11:00 金 9:00 - 10:00 | B-FMオススメの楽曲を放送 |
| my favorite songs LIVEスペシャル | 月 - 土 25:00 - 26:00                                    | 歌手のライブ音源をお送りする。 |

### 曜日別番組
| 番組名                                       | 放送曜日・時間                                                           | 備考 | 番組内容                                                                                                   |
| -------------------------------------------- | ------------------------------------------------------------------------ | --- | --- |
| しょーこの図書室                             | 月曜 19:00 - 19:30                                                       | パーソナリティ：しょーこ | 本が大好きな大学生しょーこがおすすめの本を紹介                                                             |
| 七色アンテナのエネサラダ                     | 月曜 19:30 - 20:00                                                       | パーソナリティ：徳島文理大学放送部 | |
| わたしの歴史                                 | 火曜 9:00 - 9:30                                                         | 火曜 21:30 - 22:00に再放送 | |
| kainownのおえかきマンデー                    | 月曜 20:00 - 20:30 月曜 23:00 - 24:00に再放送                            | パーソナリティ：kainown（かいのうん） | イラストレーターのkainown （かいのうんカモンが時事ネタや絵の話                                             |
| 徳島ヴォルティス応援番組 ロッカールームRadio | 月曜 20:30 - 21:00                                                       | 金曜 20:30 - 21:00に再放送 | |
| 新田昌広のここだけの話                       | 火曜 17:30 - 17:45                                                       | | |
| 邪馬台国は阿波だった                         | 火曜 19:00 - 20:00                                                       | 金曜 0:00 - 1:00に再放送 | 阿波古代史ファンをゲストに迎え、「邪馬台国は阿波にあった」説に迫る                                         |
| 整うラジオ すべては根本の神経にあり          | 火曜 19:30 - 20:00                                                       | 金曜 7:15 - 7:45に再放送 | |
| 阿波踊りラジオドラマ 眉山よ!阿波踊りに吹け!  | 火曜 21:00 - 21:30                                                       | | |
| 昭和フォーク浪漫                             | 水曜 0:00 - 0:30                                                         | | |
| 徳島DXパイロット                             | 水曜 12:00 - 12:30                                                       | | |
| 開運ラジオ〜私たちが占います〜               | 水曜 17:00 - 17:30                                                       | 水曜 23:00 - 23:30に再放送 | 週替わりで占い師がリスナーの悩みを占う                                                                     |
| 清水ひろと 広がるラジオ                      | 水曜 20:00 - 20:30                                                       | 水曜 0:00 - 0:30に再放送 | LGBTへの理解を広めるほか、各分野で輝く人・企業を紹介                                                       |
| ママ夢ラジオ徳島                             | 木曜 12:00 - 12:30                                                       | | |
| はぐくむたまご                               | 木曜 16:30 - 17:00                                                       | 妊活応援番組 | |
| 今日もおつかれ!とこざくラジオ2               | 木曜 19:00 - 19:30                                                       | パーソナリティ：床櫻なつ美（シンガーソングライター） | |
| Jeudi-huit                                   | 木曜 20:00 - 20:30                                                       | 土曜 21:00 - 21:30に前週放送分を、21:30 - 22:00にその週放送分を再放送 | |
| とくしま子育て課                             | 金曜 10:00 - 10:30                                                       | 金曜 23:00 - 23:30に再放送 | 徳島の旬の子育て情報から、子育て支援サービスまで紹介。 前週・前々週 金曜10:00の放送を再放送。              |
| きんようび おでかけ前に聴くベッキー※生放送   | 金曜 11:00 - 12:00                                                       | パーソナリティ：堀部貴子 | 徳島の最新情報を堀部貴子がお届けします                                                                     |
| ぐるぐる漫遊記※生放送                        | 金曜 13:00 - 14:00                                                       | パーソナリティ：そわゆうじ 土曜 22:00 - 23:00に再放送 | |
| ドレミファ曽谷のどどんがドン♪※生放送         | 金曜 14:00 - 18:00 土曜 22:00 - 23:00に再放送 17:40- 17:45 OH!酒ノミ〜ヨ | パーソナリティ：ドレミファ曽谷・マリンバ由美子 | |
| ひとうたつむぎ                               | 金曜 19:00 - 19:30                                                       | パーソナリティ：皆谷尚美 | 人と歌を紡ぐ音楽情報番組                                                                                   |
| 徳島LSC 純夏のWaterside NOW!                 | 金曜 19:30 - 20:00                                                       | パーソナリティ：源純夏 土曜 23:00 - 23:30に前週・今週放送分を、 23:00 - 24:00（日曜 0:00）にその週放送分を再放送 ミュージックバード「コミュニティ発 全国放送ゾーン」へ配信している （水曜 1:30 - 2:00） | 五輪メダリストと仲間が水辺のお話                                                                           |
| Sunny Side of The Street※生放送              | 金曜 21:00 - 22:00                                                       | パーソナリティ：林郁夫（サニーサイドジャズオーケストラ） | |
| まちつくつく                                 | 金曜 22:00 - 22:30                                                       | | 徳島の街のはなし                                                                                           |
| New Namiのupload kampsite                    | 金曜 23:30 - 24:00                                                       | 土曜 24:00 - 25:00に2回再放送 | |
| オレンジエフエム※生放送                      | 第2土曜 11:00 - 13:00                                                    | | |
| 3Bの鉛筆                                     | 土曜 20:00 - 21:00                                                       | パーソナリティ：ボーズミヤザキ、ボーズハットリ | 徳島で住職を務めるパーソナリティが、ジャズをメインにお届けする1時間。 番組を彩る「色鉛筆（ゲスト）」も登場 |

### 特別番組
- 熱踊!夏らぢお - 阿波踊り期間中、日程開始前の様子を伝える番組。